# 4371 Fyodorov
4371 Fyodorov је астероид главног астероидног појаса са средњом удаљеношћу од Сунца која износи 2,419 астрономских јединица (АЈ).
Апсолутна магнитуда астероида је 13,2.